# Donny van de Beek
Donny van de Beek (nizozemská výslovnost: [dɔniː vɑn də beːk]; * 18. dubna 1997 Amersfoort) je nizozemský profesionální fotbalista, který hraje na pozici záložníka za německý klub Eintracht Frankfurt, kde je na hostování z Manchesteru United, a za nizozemský národní tým.
Van de Beek nastoupil do akademie Ajaxu v roce 2008. V roce 2015 debutoval v zápase Evropské ligy UEFA proti skotskému klubu Celtic. V sezóně 2016/17 postoupil Ajax do finále Evropské ligy, kde ale podlehl Manchesteru United. Po sezóně 2018/19, v níž Ajax dosáhl semifinále Ligy mistrů UEFA, byl Van de Beek zařazen do 30členného užšího výběru ankety Ballon d'Or. S Ajaxem v téže sezóně vyhrál titul v Eredivisie, KNVB Cupu a Nizozemském superpoháru.
Na reprezentační úrovni nastupoval Van de Beek za Nizozemská družstva. V listopadu 2017 debutoval v seniorské reprezentaci proti Rumunsku. V roce 2019 byl součástí týmu, který se probojoval do finále Ligy národů UEFA, kde ale podlehl Portugalsku.

## Klubová kariéra

### Ajax
Van de Beek se narodil v Amersfoortu. Svou kariéru začal jako chlapec v místní akademii Veensche Boys, kde kdysi hrál jeho otec André. V srpnu 2014 nastoupil do mládežnické akademie Ajaxu, kde podepsal tříletou smlouvu. 27. ledna 2015 podepsal prodloužení smlouvy do roku 2018.
Van de Beek debutoval v Jong Ajax (rezervní tým Ajaxu) v Eerste Divisie proti Spartě Rotterdam v lednu 2015. O dva měsíce později ho manažer Frank de Boer povolal do A-týmu na ligový zápas proti ADO Den Haag; do zápasu nicméně nenastoupil.
V listopadu 2015 byl Van de Beek debutoval v seniorském týmu v zápase Evropské ligy UEFA proti skotskému klubu Celtic FC. O tři dny později debutoval i v lize, při vítězství 2:0 proti PEC Zwolle. V následujícím měsíci vstřelil svůj první gól v klubu při remíze 1:1 proti norskému klubu Molde FK.
Po odchodech Johna Heitingy a Yaya Sanoga byl 16. února oficiálně povýšen do A-týmu. Na konci sezóny 2015/16 si upevnil svoji pozici v prvním týmu a pravidelně také hrál za tým Ajaxu do 19 let v Juniorské lize UEFA.
Dne 26. července debutoval v Lize mistrů proti řeckému PAOKu Soluň při remíze 1:1. V listopadu byl zařazen do jedenáctky týdne Evropské ligy za svůj výkon proti Panathinaikosu. Van de Beek vystřídal Schöna v 70. minutě finále Evropské ligy proti Manchesteru United, které Ajax prohrál 2:0.
V obou zápasech předkola Ligy mistrů proti francouzskému klubu OGC Nice se střelecky prosadil. V prvním utkání skóroval v 36. minutě zápasu, který skončil 1:1; po využití chyby, kterou udělal soupeřící brankář Yoan Cardinale. V odvetě vstřelil branku v prvním poločase remízy 2:2. 18. listopadu vstřelil Van de Beek hattrick při ligovém vítězství 8:0 proti NAC Breda.
Van de Beek byl stabilním hráčem základní sestavy Ajaxu v sezóně 2018/19; pomohl týmu k zisku prvního ligového titulu za posledních pět let a k překvapivému postupu do semifinále Liga mistrů. Van de Beek skóroval 16. dubna v odvetném utkání čtvrtfinále Ligy mistrů proti Juventusu, díky čemuž Ajax vyřadil italského šampiona. 7. května vstřelil Van de Beek jediný gól semifinálového utkání proti Tottenhamu Hotspur. Ajaxu se však nepodařilo postoupit do finále po domácí porážce 2:3 (díky pravidlu venkovních gólů).
V sezóně Ligy mistrů 2019/20 skóroval Van de Beek v utkáních proti Valencii, při výhře 3:0 venku, a proti londýnské Chelsea při remíze 4:4.

### Manchester United
Dne 30. srpna 2020 přestoupil Van de Beek do anglického klubu Manchesteru United za částku okolo 35 miliónů liber. Van de Beek se nosit dres s číslem 34 jako poctu bývalému spoluhráči Abdelhakovi Nourimu, který během přátelského zápasu v roce 2017 zkolaboval a upadl do bezvědomí. Van de Beek debutoval v dresu United v přátelském utkání proti Aston Ville 12. září. V lize debutoval v prvním kole proti Crystal Palace 19. září; vstřelil jediný gól United při porážce 3:1.

## Reprezentační kariéra
Dne 14. listopadu 2017 Van de Beek debutoval v reprezentaci proti Rumunsku v přátelském utkání. Nastoupil jak do semifinále Ligy národů 2018/19, ve kterém Nizozemsko porazilo Anglii 3:1, tak do finále, které Holanďané podlehli 1:0 Portugalsku. 14. října 2020 vstřelil svůj první reprezentační gól při remíze 1:1 proti Itálii v Lize národů UEFA.

## Statistiky

### Klubové
K 21. březnu 2021
| Klub              | Sezóna  | Liga           | Liga   | Liga | Národní pohár | Národní pohár | Ligový pohár | Ligový pohár | Evropské poháry | Evropské poháry | Ostatní | Ostatní | Celkem | Celkem |
| Klub              | Sezóna  | Liga           | Zápasy | Góly | Zápasy        | Góly          | Zápasy       | Góly         | Zápasy          | Góly            | Zápasy  | Góly    | Zápasy | Góly   |
| ----------------- | ------- | -------------- | ------ | ---- | ------------- | ------------- | ------------ | ------------ | --------------- | --------------- | ------- | ------- | ------ | ------ |
| Ajax              | 2015/16 | Eredivisie     | 8      | 0    | 0             | 0             | —            | —            | 2               | 1               | —       | —       | 10     | 1      |
| Ajax              | 2016/17 | Eredivisie     | 19     | 0    | 2             | 0             | —            | —            | 11              | 0               | —       | —       | 32     | 0      |
| Ajax              | 2017/18 | Eredivisie     | 34     | 11   | 1             | 0             | —            | —            | 4               | 2               | —       | —       | 39     | 13     |
| Ajax              | 2018/19 | Eredivisie     | 34     | 9    | 5             | 4             | —            | —            | 18              | 4               | —       | —       | 57     | 17     |
| Ajax              | 2019/20 | Eredivisie     | 23     | 8    | 3             | 0             | —            | —            | 10              | 2               | 1       | 0       | 37     | 10     |
| Ajax              | Celkem  | Celkem         | 118    | 28   | 11            | 4             | —            | —            | 45              | 9               | 1       | 0       | 175    | 41     |
| Manchester United | 2020/21 | Premier League | 13     | 1    | 4             | 0             | 4            | 0            | 6               | 0               | —       | —       | 27     | 1      |
| Celkem            | Celkem  | Celkem         | 131    | 29   | 15            | 4             | 4            | 0            | 51              | 9               | 1       | 0       | 202    | 42     |

### Reprezentační
K 30. březnu 2021
| Nizozemsko | Nizozemsko | Nizozemsko |
| Rok        | Zápasy     | Góly       |
| ---------- | ---------- | ---------- |
| 2017       | 1          | 0          |
| 2018       | 4          | 0          |
| 2019       | 5          | 0          |
| 2020       | 7          | 2          |
| 2021       | 2          | 1          |
| Celkem     | 19         | 3          |

#### Reprezentační góly
K zápasu odehranému 30. března 2021. Skóre a výsledky Nizozemska jsou vždy zapisovány jako první
| Gól | Datum              | Místo                                           | Zápas | Soupeř    | Skóre | Výsledek | Soutěž                                |
| --- | ------------------ | ----------------------------------------------- | ----- | --------- | ----- | -------- | ------------------------------------- |
| 1.  | 14. října 2020     | Stadio Atleti Azzurri d'Italia, Bergamo, Itálie | 14.   | Itálie    | 1:1   | 1:1      | Liga národů UEFA 2020/21              |
| 2.  | 11. listopadu 2020 | Johan Cruyff Arena, Amsterdam, Nizozemsko       | 15.   | Španělsko | 1:1   | 1:1      | Přátelský zápas                       |
| 3.  | 30. března 2021    | Victoria Stadium, Gibraltar, Gibraltar          | 19.   | Gibraltar | 6:0   | 7:0      | Kvalifikace na Mistrovství světa 2022 |

## Ocenění

### Klubové

#### Ajax
- Eredivisie: 2018/19[11]
- KNVB Cup: 2018/19[11]
- Johan Cruyff Shield: 2019[11]
- Evropská liga UEFA: 2016/17 (druhé místo)[33]

### Reprezentační

#### Nizozemsko U17
- Mistrovství Evropy do 17 let: 2014 (druhé místo)[34]

#### Nizozemsko
- Liga národů UEFA: 2018/19 (druhé místo)

### Individuální
- Talent budoucnosti AFC Ajax: 2014/15[35]